# Guayaramerín
Guayaramerín es una ciudad y municipio del noreste de Bolivia, ubicado en la región de la Amazonía boliviana. Administrativamente se encuentra en la provincia de Vaca Díez al norte del departamento del Beni, sobre la frontera con Brasil, a orillas del río Mamoré en la cuenca del Amazonas. El municipio tiene una superficie de 6.493 km², y cuenta con una población de 40.759 habitantes (según el Censo INE 2024), siendo de esta manera, el cuarto municipio más poblado del departamento del Beni, después de Trinidad, Riberalta y San Borja. 
La ciudad se encuentra a una altitud de 133 metros sobre el nivel del mar. En cuanto a distancia, Guayaramerín se encuentra a 90 km de Riberalta y a 704 km de Trinidad, la capital departamental. Guayaramerín forma parte de la Ruta Nacional 9 de Bolivia.

## Toponimia
La palabra Guayaramerín significa "Cascada Chica" en el dialecto sinabo del tupí-guaraní.

## Historia
Durante el gobierno del presidente de Bolivia Aniceto Arce, el 28 de octubre de 1890, se promulgó la ley de creación de las delegaciones nacionales del Madre de Dios y del río Purús, con el fin de incentivar la exploración y el desarrollo en el norte boliviano. Esto sucedió durante la época de la Fiebre del caucho.
El 19 de agosto de 1892 arribó Manuel Áñez a la ubicación actual de Guayaramerín, durante el gobierno de Mariano Baptista Caserta, fecha que es considerada como la fundación de Guayaramerín. Inicialmente, Guayaramerín fue fundada con el nombre de Puerto Palmira y se mantuvo con este nombre por alrededor de 13 años. En 1905, se cambió el nombre a la población y pasó a llamarse Puerto Sucre. Se mantuvo con este nombre por otros 10 años más, hasta que finalmente, el 22 de septiembre de 1915, se le cambió el nombre a la población, y pasó a llamarse oficialmente Guayaramerín. Esta fecha fue implementada también como el aniversario oficial del municipio. Sin embargo, recién en 1931 el puerto de Guayaramerín pasó a ser catalogado como "Puerto Mayor" mediante ley durante el gobierno de Daniel Salamanca, dotando al puerto una Junta Municipal.
Frente a la ciudad de Guayaramerín se encuentra la Isla Suárez, llamada por los brasileños ilha de Guajará-mirim que ha sido objeto de una disputa aún no resuelta entre Brasil y Bolivia. La zona fue delimitada por el Tratado de Ayacucho en 1867 y demarcada en 1877, estableciéndose en ella la Empresa Boliviana Suárez Hermanos en 1896. El 1 de abril de 1930 la legación brasileña en La Paz reclamó por lo que consideraba era una ocupación indebida de la isla. 
En 1937 el gobierno de Bolivia presentó un informe demostrando la mayor proximidad de la isla al lado boliviano, lo que fue rechazado por Brasil. En 1955 Brasil tuvo la intención de establecer un puesto policial en ella, pero no lo llevó a cabo.
El 29 de marzo de 1958, ambos gobiernos firmaron el Acuerdo de Roboré que solucionó otras diferencias limítrofes y en su artículo IV dejó indefinida la situación de la isla: "El gobierno de Brasil concuerda con el gobierno de Bolivia en considerar, en otra oportunidad, la cuestión referente al estatus jurídico de la isla de Guajará-mirim (Isla Suárez)".
En 1992 la localidad fue ascendida a rango de ciudad mediante ley durante el gobierno de Jaime Paz Zamora, debido a su crecimiento poblacional importante. Sin embargo, hasta entonces la capital del municipio había sido Villa Bella, hasta que se designó como capital del municipio a la ciudad de Guayaramerín mediante ley del 31 de octubre de 1995.

### Actualidad
En la actualidad Guayaramerín es un puerto comercial ya que en su avenida principal, cuyo nombre es Avenida General Federico Román, en su mayor extensión es dedicada al comercio, permitiendo los vecinos fronterizos comprar y hacer negocios en esta ciudad.
En 26 de mayo de 1940 murió en la ciudad de Guayaramerín el famoso viajero y periodista lituano Matas Šalčius. En julio de 2005 una expedición de viajeros lituanos "Perú-Bolivia 2005" encontró el lugar donde murió Šalčius y marcó en él un bajo relieve.

## Geografía
El municipio de Guayaramerín es uno de los dos que componen la provincia de Vaca Díez, del cual ocupa el tercio oriental de esta, al extremo norte del departamento del Beni. Limita al norte con la provincia del General Federico Román del departamento de Pando, al este con la República Federativa del Brasil, al sureste con el municipio de Puerto Siles en la provincia de Mamoré, al sur con el municipio de Exaltación en la provincia de Yacuma, y al oeste con el municipio de Riberalta.
El municipio pertenece a la cuenca amazónica boliviana clasificada como selva húmeda ecuatorial. Su topografía es plana y comprende un paisaje de interfluvios muy amplios. Los ríos más importantes de este municipio son el Mamoré, el Beni y el Yata. Su clima es cálido, con una media anual de 27 °C y una precipitación pluvial de 1778 mm.
El sistema lacustre en el municipio está compuesto por las lagunas de origen fluvial y las tectónicas. De los más importantes están El Tigre, la laguna Mercedes  y el lago San Juan.
La localidad de Guayaramerín está ubicada en el margen izquierdo del Río Mamoré, frente a la población brasileña de Guajará-Mirim. Está a una distancia de 93 km de la ciudad de Riberalta y a 1.115 km de la ciudad de Trinidad, la capital departamental.

## Demografía
De acuerdo con el censo boliviano de 2024, la población del municipio de Guayaramerín es de 40 759 habitantes.
La población del municipio aumentó casi un tercio entre 1992 y 2024:
| Año  | Habitantes (municipio) | Habitantes (ciudad) | Fuente                  |
| ---- | ---------------------- | ------------------- | ----------------------- |
| 1900 | -                      | 91                  | Censo boliviano de 1900 |
| 1950 | -                      | 1 470               | Censo boliviano de 1950 |
| 1976 | -                      | 12 504              | Censo boliviano de 1976 |
| 1992 | 32 273                 | 27 706              | Censo boliviano de 1992 |
| 2001 | 40 444                 | 33 095              | Censo boliviano de 2001 |
| 2012 | 41 775                 | 35 764              | Censo boliviano de 2012 |
| 2024 | 40.759                 |                     | Censo boliviano de 2024 |

## Economía
El puerto fluvial mantiene su importancia, con el transporte de pasajeros y mercadería procedentes de Puerto Villarroel, Trinidad y Santa Ana del Yacuma. Además, es un puesto permanente de la Fuerza Naval Boliviana. Guayaramerín tiene un astillero donde se construyen embarcaciones de regular tonelaje.
El Puerto de Guayaramerín tiene un puesto permanente de la Armada Boliviana y posee tráfico fluvial regular con Guajará Mirín por intermedio de la Terminal Portuaria Walter Justiniano L.
Los pobladores de Guayaramerín provienen de todas las regiones del país, atraídos por las oportunidades de emprender negocios propios.
Los principales cultivos son el maíz, el plátano, la yuca, el arroz, el fréjol. En cuanto a ganadería, en el municipio se cría en pequeña escala ganado bovino, porcino, ovino y aves de corral. 
El municipio tiene una gran riqueza forestal, cuya explotación se sujeta al ciclo natural del bosque. Las empresas dedicadas a la explotación de productos forestales, anteriormente carecían de planes de manejo forestal; sin embargo, esta carencia está siendo subsanada paulatinamente. La caza de animales mejora la dieta alimenticia de los pobladores y también es importante para la comercialización.

## Administración

### Alcaldes
| Alcaldes                        | Situación                 | Periodo                                        | Partido político                             |
| ------------------------------- | ------------------------- | ---------------------------------------------- | -------------------------------------------- |
| Rodolfo Rodríguez Suárez        | Electo Democráticamente   | 10 de enero de 1996 - 10 de enero de 2000      | Movimiento Nacionalista Revolucionario (MNR) |
| Hermes Vargas Ribera            | Electo Democráticamente   | 10 de enero de 2000 - 10 de enero de 2005      | Acción Democrática Nacionalista (ADN)        |
| Hermes Vargas Ribera            | Reelecto Democráticamente | 10 de enero de 2005 - 18 de septiembre de 2005 | Acción Democrática Nacionalista (ADN)        |
| Elias Mesquita Coimbra (†)      | Interino Transitorio      | 18 de septiembre de 2005 - 1 de junio de 2010  | Acción Democrática Nacionalista (ADN)        |
| José Alexander Guzmán Maldonado | Electo Democráticamente   | 31 de mayo de 2010 - 31 de mayo de 2015        | Movimiento al Socialismo (MAS-IPSP)          |
| Helen Gorayeb Callejas          | Electa Democráticamente   | 31 de mayo de 2015 - 27 de enero de 2017       | Movimiento Nacionalista Revolucionario (MNR) |
| Carmen Justa Terceros Gutiérrez | Interina Transitoria      | 27 de enero de 2017 - 2 de mayo de 2017        | Movimiento Nacionalista Revolucionario (MNR) |
| Henrry Cabral Atiare            | Interino Transitorio      | 2 de mayo de 2017 - 11 de julio de 2017        | Movimiento Nacionalista Revolucionario (MNR) |
| Helen Gorayeb Callejas          | Reasume de Nuevo el Cargo | 11 de julio de 2017 - 3 de mayo de 2021        | Movimiento Nacionalista Revolucionario (MNR) |
| Ángel Freddy Maimura Reina      | Electo Democráticamente   | 3 de mayo de 2021- 26 de enero de 2022         | Movimiento al Socialismo (MAS-IPSP)          |
| Mauricio Juan Realen            | Electo Democráticamente   | 26 de enero de 2022- Actualidad                | Movimiento al Socialismo (MAS-IPSP)          |

## Transporte

### Terrestre
La Ruta nacional 9 conecta la ciudad de Guayaramerín con la ciudad de Trinidad (capital departamental) con una distancia de 702 kilómetros. La Ruta Nacional 8 conecta Guayaramerín con Riberalta con una distancia de 90 kilómetros. Se tiene proyectado la construcción del Puente Internacional del río Mamoré que conectará la ciudad de Guayaramerín con la vecina ciudad brasileña de Guajará-Mirim, con una longitud planificada de 1200 metros, cruzando el río Mamoré.

### Aéreo
Guayaramerín posee también un aeropuerto que funciona para vuelos locales. La ciudad tiene conexiones aéreas desde las ciudades de La Paz, Cochabamba y Santa Cruz de la Sierra, realizadas por la línea aérea EcoJet.

## Himno
Adelante es el grito de un pueblo
para el bien de la patria ha de ser
con el alma de lucha, el trabajo
la conciencia del hombre el deber.
Un futuro brillante refleja
en la selva beniana sin fin
el mensaje que al paso nos deja
majestuoso el gran Mamoré.
¡¡¡Que tu nombre en la historia retumbre
cuál un trueno en el cielo de paz
como ejemplo de amor des tu lumbre
y el orgullo del Beni serás!!!
¡¡¡Guayaramerín!!!,¡¡¡Guayaramerín!!!
sea tu voluntad la firmeza
bendición es de Dios tu riqueza
que Bolivia le de porvenir.
Con firme y fervor entonemos
nuestro himno sagrado y de fe
a los cielos el nombre ensalcemos
de la tierra que nos vio nacer.
Centinela incansable en fronteras
fiel soldado valiente y tenaz
nunca halagos ni gloria se espera
lo primero el deber cumplirás.
¡¡¡Que tu nombre en la historia retumbre
cuál un trueno en el cielo de paz
como ejemplo de amor des tu lumbre
y el orgullo del Beni serás!!!
¡¡¡Guayaramerín!!!,¡¡¡Guayaramerín!!!
sea tu voluntad la firmeza
bendición es de Dios tu riqueza
que Bolivia le de porvenir.